# Stammwappen
Als Stammwappen wird das Wappen bezeichnet, das ein Geschlecht bei seinem ersten Auftreten geführt hat. Zu dem Stammwappen kamen in späterer Zeit eigenmächtig angenommene oder verliehene Wappen hinzu. Beispiel Wappen der Grafen von Cilli: Stammwappen Sanneck, verliehenes Wappen Heunburg.
Es war das Stammwappen immer als Vollwappen angelegt. Für besondere Zwecke entfielen die Prachtstücke und das Oberwappen und bildeten das sogenannte Kleine Wappen. Dieses kleine Wappen schmückte Möbel, Geschirr und andere Gegenstände des täglichen Lebens. 

## Polnische Heraldik
In Polen gab es bis um 1770 nur Stammwappen, das heißt dasselbe Wappen, welches einen besonderen Namen hatte, wurde von mehreren Adelsgeschlechtern geführt, die dadurch zu einem bestimmten Wappenstamm gehörten.